# Studiebidrag
Studiebidrag är i Sverige en del av studiehjälpen och är ett studiestöd. Studiehjälpen består också av extra tillägg och inackorderingstillägg, studiebidraget är i Sverige en benämning på en förlängning av barnbidraget för ungdomar från 16 år. Studiebidraget är endast till för elever som går en heltidsutbildning på gymnasieskola, komvux, folkhögskola, eller vissa skolor som är statliga, får statsbidrag eller annat offentligt bidrag eller som är ställda under statlig tillsyn. När man fyller 20 upphör studiebidraget, och man kan då ansöka om studiemedel istället.
Sommaren 2006 höjdes studiebidraget med hundra kronor till 1 050 kronor, sommaren 2018 höjdes det ytterligare till 1250 kronor. Familjer med dålig ekonomi kan få extra studiebidrag på upp till 855 kronor.

## Utbetalning
Studiebidraget är i stället för barnbidraget, alltså en form av förlängning på det. Barnbidraget/studiebidraget är till för föräldrarna som ett försörjningsstöd, eftersom barnet möjligtvis bor hemma och går i skolan får föräldrarna bidraget. Från och med månaden efter studiebidragstagaren fyllt 18 betalas studiebidraget direkt till denne.
Bidraget betalas ut en gång per månad, vanligen den sista bankdagen i månaden. Första utbetalningen görs normalt i september. För ett normalt läsår betalas studiehjälp ut september-december och januari-juni.

## Skolk
Studiebidraget upphör om en elev skolkar för mycket. Om en elev skolkar ska elevens skola rapportera det till CSN, som då skickar ett brev till eleven eller elevens föräldrar. I brevet meddelar CSN vad skolan rapporterat om elevens frånvaro. En elev som tycker att skolans uppgifter är felaktiga bör höra av sig till CSN eller till skolan inom sex dagar. Därefter stoppar CSN utbetalningarna av studiebidraget. När skolan meddelar att eleven slutat skolka, betalar CSN ut studiebidraget igen.
Om eleven fått pengar som den inte har rätt till på grund av skolk, måste pengarna betalas tillbaka. Om det är möjligt drar CSN pengarna från kommande utbetalningar, men om eleven fortsätter att skolka och därför inte får fler utbetalningar, skickas i stället ett återkrav. Ett återkrav skickas även ut om elevens kommande utbetalningar inte täcker den summa som ska betalas tillbaka. Ett återkrav innebär att eleven får ett inbetalningskort med den summa som måste betalas tillbaka. Dessutom tillkommer en expeditionsavgift på 100 kronor.
Även inackorderingstillägg eller extra tillägg från CSN förloras vid skolk. Bidrag från Försäkringskassan kan också påverkas, exempelvis bostadsbidrag, underhåll och flerbarnstillägg.
All otillåten frånvaro räknas som skolk. Från och med den 1 januari 2012 ska skolan rapportera till CSN om en elev skolkar mer än några enstaka timmar under en månad och om det sker vid upprepade tillfällen. Detsamma gäller om eleven exempelvis reser bort på semester utan att skolan godkänt det. I vissa fall kan det finnas speciella anledningar till den otillåtna frånvaron, exempelvis mobbning. Skolan kan då bedöma att frånvaron inte ska rapporteras till CSN. Om en elev är sjuk ofta kan skolan vilja att eleven lämnar in ett läkarintyg. Lämnar eleven inte in något läkarintyg, kan detta påverka om frånvaron bedöms som tillåten eller otillåten.
Tidigare har en elev kunnat vara borta cirka 20 procent av undervisningstiden utan att studiebidraget påverkats. Samhällets syn på skolk har förändrats och skollagen har skärpts när det gäller otillåten frånvaro. Gränsen på 20 procent har även fått kritik i rättsliga sammanhang. Därför ändrades rutinen för när skolorna ska rapportera skolk till CSN den 1 januari 2012.